# أملودية بوليفية
أملودية بوليفية (الاسم العلمي:Rhipsalis boliviana) هي نوع من النباتات تتبع جنس الأملودية من الفصيلة الصبارية.